# Dislexia
La dislexia (del latín científico dyslexia, y este del griego δυσ- dys-: ‘dis-’ —prefijo que significa ‘dificultad’ o ‘anomalía’—, y -λεξία -lexía: ‘habla’ o ‘dicción’) es la dificultad de aprendizaje que afecta a la lectoescritura. Tiene un carácter específico y persistente. Se da en personas que no presentan ninguna discapacidad motriz, visual ni de cualquier otro tipo. Asimismo, las personas con dislexia tienen un desarrollo cognitivo normal. El término se aplica erróneamente a la dificultad para una correcta escritura, en cuyo caso el término apropiado es el de disortografía. En términos más técnicos, en psicología y psiquiatría se define la dislexia como una discrepancia entre el potencial de aprendizaje y el nivel de rendimiento de una persona, sin que exista ningún tipo de problema, ya sea sensorial, físico, motor ni deficiencia educativa (según el DSM-IV).

## Etiología
Existen factores hereditarios que predisponen a padecerla. Sin embargo, aún no están claros otros factores que pueden estar implicados en el curso del trastorno, tales como causas genéticas, dificultades en el embarazo o en el parto, lesiones cerebrales, problemas emocionales, déficits espacio-temporales o problemas en cuanto a la orientación secuencial, de percepción visual o dificultades adaptativas en la escuela.
Estudios del ámbito neurológico han descubierto diferencias en el giro angular (estructura cerebral situada en el lóbulo parietal del hemisferio cerebral izquierdo) entre sujetos disléxicos y grupos de control. Estudios similares han constatado que existe un funcionamiento pobre de esta región cerebral.
Otras teorías del ámbito médico más minoritarias la asocian a que el hemisferio cerebral derecho, que sería responsable de procesar la información visual, realiza su tarea a una velocidad inferior a la del lado izquierdo, encargado de los procesos del lenguaje, o a que existe una mala conexión interhemisférica.
En el ámbito de la psicolingüística, se ha visto asimismo que uno de los déficits centrales en la dislexia, especialmente en los niños más pequeños, es una baja conciencia fonológica. La conciencia fonológica es el conocimiento que tenemos las personas para dividir el habla y la escritura en estructuras cada vez más pequeñas. Esto es compatible con los estudios neurológicos antes comentados, ya que se han observado déficits de este tipo en sujetos que han sufrido una lesión cerebral en el giro angular.
En España, puede que existan hasta 4,6 millones de españoles con dislexia. Por ello, extrapolando los datos hacia la edad escolar, se obtienen unos 80 000 niños con dislexia. De estos, solo un 33 % recibe algún tipo de terapia.

## Clasificación

### Primera distinción
Algunos autores distinguen entre los conceptos de dislexia adquirida, dislexia evolutiva y retraso lector.
La dislexia adquirida es aquella que sobreviene tras una lesión cerebral concreta, mientras que la dislexia evolutiva es la que aparece en pacientes que de forma inherente presentan dificultades para alcanzar una correcta destreza lectora, sin una razón aparente que lo explique. Por su parte, el retraso lector es un trastorno lector motivado por causas específicas: lectura superficial, mala escolarización, etc.
Otra distinción muy importante que confirmaron Bowers y Wolf (1999, 2000) es consecuencia de un hecho conocido pero a veces ignorado: no todas las personas mejoran con el mismo tratamiento (tradicionalmente asociado a un déficit fonológico), incluso dentro de un grupo aparentemente homogéneo de disléxicos (disléxicos evolutivos, por ejemplo). Esto se debe a que la dislexia puede tener su origen bien en un déficit fonológico, o bien en una lenta velocidad de procesamiento (estos últimos individuos tienen problemas al decodificar muchos tipos de información, no solo texto escrito). Un tercer tipo sería el de «doble déficit». Estos últimos tienen los mayores problemas de lectura, ya que reúnen ambos problemas, fonológico y de velocidad de procesamiento.

### Según el tipo de síntoma predominante
1. Dislexia superficial: es aquella en la que el sujeto utiliza de forma predominante la ruta fonológica. La ruta fonológica es aquella que nos permite leer las palabras regulares a partir de segmentos más pequeños (sílabas). Sin embargo, los sujetos con este tipo de dislexia tendrán problemas en aquellas palabras cuya escritura no se corresponde de forma directa con su pronunciación (homófonas); esta situación se da fundamentalmente con los anglicismos como hall, thriller o bestseller.
En castellano, estas palabras son raras (hola, ola) por ser una lengua transparente (son lenguas transparentes aquellas en las que un grafema solo puede corresponder a un fonema; es decir; que siempre se corresponde de manera directa y unívoca la escritura con la pronunciación)... salvo todas aquellas «U» mudas que se escriben junto a la «g» y la «q», y los fonemas representados por más de una letra g/j, k/c/qu, ll/y, b/v, o c/z. Cometen errores de regularización, repetición, rectificación, vacilación, silabeo y errores de acentuación, con una lectura lenta. No presentan dificultad en la lectura de pseudopalabras.
2. Dislexia fonológica: es aquella en la que el sujeto utiliza de forma predominante la ruta visual para leer las palabras. La ruta visual es aquella que nos permite leer de manera global (sin dividir la palabra en partes) palabras conocidas. Esto lleva a dificultades en todas aquellas palabras no conocidas o inventadas. Se cometen errores de lexicalización (lobo/lopo), derivativos (calculadora/calcular) y errores visuales (pera/pena). Tienen mayor tiempo de reacción en la lectura de pseudopalabras, a la vez que presentan dificultad en la lectura de las mismas.
Esta clasificación proviene fundamentalmente de estudios con población angloparlante. El inglés es una lengua muy poco transparente, en la que tener una dislexia de tipo superficial dificulta mucho los procesos de lectura y escritura. Sin embargo, una dislexia de este tipo en la población española apenas tendría consecuencias en la vida diaria del sujeto y sería difícilmente diagnosticable.
Esto podría explicar la existencia de estudios que relacionan una prevalencia de la dislexia con la no transparencia de una lengua: la ortografía de una lengua no haría que existiesen más o menos disléxicos (lo que iría contra la hipótesis genética del trastorno), sino que facilitaría que se diagnosticasen aquellos casos de dislexia predominantemente superficial, lo que no ocurriría en poblaciones de lenguas transparentes.

### Otros trastornos en las dificultades específicas de aprendizaje (DEA) asociadas a la dislexia
- Agrafia: trastorno relacionado con la escritura.
- Discalculia: trastorno relacionado con las habilidades aritméticas.
- Dismapia: dificultad para leer los mapas y encontrar lugares, relacionado con la confusión de los puntos cardinales o con la orientación espacial.
- Disperflexia: afasia moderada que abarca un espectro de trastornos.
- TDAH: trastorno de déficit de atención con hiperactividad.
- Disgrafia: dificultad específica para aprender a escribir correctamente.
- Disfasia: falta de coordinación de las palabras.
- Dispraxia: falta de coordinación en los movimientos.
- Trastornos emocionales y conductuales.

### Según el momento del diagnóstico
1. Dislexia específica: que se manifiesta en el período de aprendizaje de la lectura.
2. Dislexia de comprensión: que se manifiesta en períodos posteriores al aprendizaje de la lectura y que no permiten una comprensión óptima de lo que leen.

Una objeción a esta clasificación sería que los disléxicos de comprensión pueden no ser más que disléxicos específicos no diagnosticados. Podría ser que debido a diferentes causas, como, por ejemplo, una alta inteligencia, hubiesen compensado o enmascarado su trastorno hasta que la creciente exigencia de comprensión de los textos académicos hubiese dejado al descubierto su trastorno.

## Estudio
La neurolingüística y la psicología del lenguaje se encargan de estudiar la dislexia.
La ciencia aplicada que estudia su tratamiento es la psicopedagogía.
Los profesionales que la estudian normalmente son licenciados especializados en cerebro y aprendizaje, tales como los neuropsicólogos y los psicólogos del aprendizaje/psicopedagogos (psicopedagogía).
El tratamiento de la dislexia debe llevarse a cabo por profesionales especializados, como son los neuropsicólogos y psicopedagogos, los logopedas (logopedia) o los maestros especializados en trastornos del aprendizaje.

## Cuadro clínico

### Edad de diagnóstico y duración del trastorno
Los signos de la dislexia pueden variar a medida que el niño crece.
En general, estos trastornos se observan por primera vez cuando el sujeto está aprendiendo a leer, aunque pueden estar latentes desde mucho antes. Al mismo tiempo puede ocurrir que la dislexia no se diagnostique hasta muchos años después. Por ejemplo, es común que los niños que tienen un alto cociente intelectual compensen esta patología y pase desapercibida hasta que aumentan las exigencias de comprensión en la escuela.
Se discute sobre si el trastorno perdura toda la vida y solo se minimizan sus consecuencias o si desaparece gracias a los tratamientos. Sin embargo, hay acuerdo en que, cuanto antes se empiece el trabajo rehabilitador, menores van a ser las consecuencias.

### Curso evolutivo
De los 3 a los 5 años, el niño disléxico puede tener un desarrollo lento del habla y dificultades de pronunciación, aunque no siempre tiene que haber dificultades relacionadas con el lenguaje oral.
Algunos autores también afirman que pueden aparecer dificultades para aprender rutinas y memorizar números, letras, los días de la semana, canciones o los colores; dificultades con la manipulación de sus prendas de vestir (abotonar o subir cierres), etc. Sin embargo, existe controversia sobre si esto es más propio de la dislexia o de otros trastornos del aprendizaje, como, por ejemplo, los maestros especialistas en pedagogía terapéutica o audición y lenguaje.
En este período es importante observar cómo se encuentran los requisitos del aprendizaje de la lectoescritura. Pese a ello es raro diagnosticar a los sujetos de dislexia antes del comienzo de la etapa escolar, al haberse enfrentado apenas a tareas lectoras.
Entre los 6 y los 8 años, la mayor complicación que presentan es en la asociación grafema-fonema (letra-sonido).
Otras dificultades que aparecen más raramente en la literatura son dificultades en operaciones de lógica espacial y en la memoria secuencial.
En algunos casos, comienzan a evidenciarse déficits en otras áreas académicas, como, por ejemplo, las matemáticas (discalculia). En la mayoría de los casos, esta discalculia no es primaria, sino que se debe a dificultades de comprensión en los enunciados de los problemas.
En este mismo rango de edad y hasta los 11 años, aproximadamente, el niño puede confundir los números, las letras o cambiar el orden de éstas en las palabras; presenta dificultades en la pronunciación de las palabras que lee y tiene dificultades para comprender las lecturas.
Posteriormente y hasta la edad adulta, las dificultades más importantes aparecen en la comprensión de textos y son mayores cuanto más complejo es el texto leído.

### Explicación cognitiva de la evolución sintomatológica
Desde el paradigma psicológico del procesamiento de la información, estas dificultades se explican porque las personas sin dislexia automatizan procesos que las personas con el trastorno tienen dificultades para automatizar.
Para estas teorías, el cerebro tiene unas capacidades de procesamiento limitadas y, si éstas se superan, se ralentizan los procesos o incluso se cometen errores. Por eso los niños pequeños leen de forma lenta, cometen errores en la decodificación grafema-fonema (letra-sonido) y tienen grandes dificultades para la comprensión. Además, tienen más dificultades con aquellas palabras menos conocidas o más largas por exigir éstas más recursos cognitivos.
Posteriormente, conforme los niños van automatizando la mecánica lectora, cada vez tienen más recursos para dedicar a comprender el texto; y finalmente incluso esto se automatiza en gran parte.
En los sujetos con dislexia, esta automatización se da en menor medida, por lo que cometen errores durante mucho más tiempo, e incluso ya de adultos, cuando a simple vista la velocidad y precisión de la mecánica lectora parecen correctas, tienen dificultades de comprensión al seguir utilizando la mayor parte de sus recursos en la decodificación grafema-fonema. Así mismo, en los adultos con dislexia es común que sigan cometiendo más errores y sean más lentos que los grupos control en la lectura de palabras inventadas o poco comunes.

### Características específicas de la dislexia
Existen ciertas características que se presentan siempre y que es necesario observar espacialmente:
- Dificultades en el lenguaje escrito.
- Dificultades en la escritura.
- Serias dificultades con la ortografía.
- Lento aprendizaje de la lectura.
- Dificultades para aprender y escribir segundas lenguas.

Por otro lado, a menudo podrán presentarse las siguientes:
- Dificultades en matemáticas.
- Dificultades para seguir instrucciones y secuencias complejas de tareas.
- Problemas de comprensión de textos escritos.
- Fluctuaciones muy significativas de capacidad.

A veces pueden darse según el tipo de dislexia o de como ésta haya afectado a la persona:
- Dificultades en el lenguaje hablado.
- Problemas de percepción de las distancias y del espacio.
- Confusión entre derecha e izquierda.
- Problemas con el ritmo y los lenguajes musicales.

## Tratamiento
Tiempo atrás, el tratamiento de la dislexia se anclaba en la idea del refuerzo del área de lateralidad, la orientación espacial, la grafomotricidad, la orientación temporal y las seriaciones. Sin embargo, este tipo de tratamientos están prácticamente abandonados hoy en día.
Existe en la actualidad gran cantidad de material específico para prevenir la dislexia, entendido este como un recopilatorio de ideas para mejorar su práctica docente. Entre ellas cabe destacar el uso de los materiales elaborados por el profesor, contribuyendo de esta manera a la enseñanza más individualizada que necesitan los alumnos con rasgos disléxicos. Dicho material específico suele estructurarse en orden de dificultad y también por edades.

### Indicaciones generales
Una máxima que debe guiar el tratamiento es el «sobreaprendizaje». Es decir, volver a aprender la lectoescritura, pero adecuando el ritmo a las posibilidades del niño.
También hemos de tener en cuenta que tanto en la escuela como en casa, para un niño disléxico las tareas escolares le van a ocupar más tiempo y esfuerzo que a otro niño cualquiera, lo que las convierte a veces en un trabajo arduo y pesado y, por tanto, en una tarea que causa frustración y rechazo.
Por ello, en la reeducación es importante encontrar actividades que sean motivadoras para el niño, acercándole de una manera más lúdica a la lectoescritura.
Además, el tratamiento dependerá de la edad y momento evolutivo del niño. La necesidad de este tratamiento diferenciado está muy unido a los cambios en el curso del trastorno.

### Según la edad
En la infancia será fundamental incidir de manera preventiva y, por consiguiente, sobre todos los niños en los requisitos de la lectura. Entre todos ellos será clave el aumento de la conciencia fonológica. Para ello se utilizarán materiales orales (aún no se ha comenzado la lectura), en los que los niños deberán crear rimas, derivar palabras, dividir palabras en sílabas, etc.
Entre los 7 y los 10 años, los objetivos serán, por un lado, aumentar la conciencia fonológica, tanto oral como escrita; y por otro, mejorar la automatización de la mecánica lectora. Para lo primero se emplearán recursos similares a los de la etapa anterior; para lo segundo se tratará de lograr que el niño practique lo más posible la lectura en voz alta.
Tanto en este momento como en los posteriores, es fundamental que el sujeto lea lo más posible como forma de mejorar sus habilidades. Sin embargo, esto no es tarea fácil, ya que al niño o adulto con dislexia el leer puede resultarle una tarea agotadora y poco grata.
Por tanto será fundamental encontrar textos adecuados a la edad e intereses del sujeto y motivarle de forma que leer le resulte una actividad atractiva. En esta misma línea, también será fundamental concienciar a los padres y profesores de estas edades de las dificultades del niño, de forma que no se le exija por encima de sus posibilidades ni se sienta inferior a sus compañeros.
A partir de los 10 años está comprobado que es difícil aumentar la conciencia fonológica y la automatización de la lectura. Desde este momento, los objetivos serán diferentes, buscando fundamentalmente la enseñanza de estrategias de comprensión de textos (búsqueda de palabras clave, subrayado, resumen, etc.).

### Estrategias de compensación
Será en la última etapa (a partir de los 10 años) cuando sea interesante plantear estrategias de compensación de los déficits, como complemento a la rehabilitación. Las estrategias de compensación son todas aquellas que sin modificar las capacidades deficitarias del sujeto le facilitan su adaptación a la vida diaria apoyándose en sus puntos fuertes.
Algunos instrumentos de ayuda pueden ser las calculadoras, grabaciones de voz, tablas de datos o la presencia de un adulto ayudándole con la lectura oral del material de estudio.
Los procesadores de texto también son interesantes al corregir instantáneamente muchas de las faltas de ortografía y ayudar a escribir con el soporte de diccionarios personalizados y temáticos que sugieren palabras.

### Terapias de controversia
Existen multitud de terapias que aseguran curas rápidas o casi milagrosas; que gozan de gran difusión en el mundo; y que sin embargo no tienen estudios que respalden suficientemente su utilidad o que incluso estén desaconsejados.
Las siguientes terapias en el mejor de los casos no están actualmente suficientemente respaldadas por estudios científicos; en otros casos parten de supuestos que no están de acuerdo con los conocimientos que actualmente se tienen de la dislexia.
Antes de decidirse por un tratamiento parece fundamental enterarse por fuentes fiables de si realmente está comprobada su eficacia.
Texto modificado de Revista de neurología; 2000; 31 (4).
1. Entrenamiento visual optométrico (optometría): se basa en la teoría de que la dislexia se debe a un defecto visual y consiste en ejercicios de rastreo visual, control binocular, etc. Una postura clara y definida respecto a la no utilización del entrenamiento visual más allá del manejo de una disfunción visual básica se expresó en una declaración conjunta emitida por el Comité de Niños con Incapacidades, de la Academia Americana de Pediatría y un grupo de trabajo ad hoc de la Asociación Americana de Oftalmología Pediátrica y Estrabismo y la Academia Americana de Oftalmología.
2. Lentes de colores: se basa en las teorías de Irlen y pese a que desde los años 80 este método ha gozado de gran publicidad como tratamiento de la dislexia no existen suficientes estudios científicos que prueben su eficacia.[17][18]
3. Entrenamiento cerebelo-vestibular: se basa en las teorías que afirman que el problema de base de la dislexia es en realidad un problema del cerebelo y el oído (centros del equilibrio); y consiste fundamentalmente en ejercicios dirigidos a mejorar la estabilidad, o fármacos antivértigo. No hay pruebas que respalden ni esta teoría ni los tratamientos que propone.
4. Terapia de integración sensorial: se basa en la teoría de que los problemas de aprendizaje y los problemas motores se deben a un déficit de integración sensorial. Se ha comprobado su ineficacia frente a otros programas de intervención.
5. Retroalimentación electroencefalográfica (EEG Biofeedback): se basa en la suposición de que tanto en la dislexia como en otros trastornos (por ejemplo, el déficit de atención/hiperactividad) hay un funcionamiento cerebral anómalo de base. Así los defensores de esta terapia consideran que si se modifican los patrones electroencefalográficos se modificarán igualmente las dificultades externas. Además de su alto coste los estudios que han comunicado su utilidad hasta el momento son inadecuados desde el punto de vista metodológico. Los grupos fueron pequeños y sin controles apropiados.
6. Cinesiología aplicada (osteopatía craneal): propone que la dislexia y los trastornos del aprendizaje son secundarios a un desplazamiento de los huesos temporal y esfenoidal. por lo que ‘una manipulación ósea casi infinitesimal’ corregiría la discapacidad y desaparecerían los síntomas. Los ‘reflejos cloacales’ se describen como localizados en la superficie anterior y posterior de la pelvis; estos reflejos supuestamente centran la pelvis para coordinar la cabeza y el cuello con la porción inferior del cuerpo, por medio de los reflejos de enderezamiento visual y laberíntico, y de los receptores tónicos del cuello. Se ha propuesto que la manipulación de estas áreas pélvicas mejora la dislexia. Este tratamiento quiropráctico (quiropráctica) y osteopático para los trastornos del aprendizaje no se basa en ninguna investigación conocida y algunos de sus conceptos anatómicos no coinciden con lo conocido actualmente.

## Variantes genéticas asociadas a la dislexia
La dislexia es un trastorno altamente poligénico con una arquitectura genética compleja. Estudios familiares han estimado que este trastorno presenta una heredabilidad del 70%. Por lo tanto, actualmente, las investigaciones en el campo de la dislexia buscan identificar los factores de riesgo genético asociados con esta condición. Estos esfuerzos no solo contribuirán a mejorar la comprensión de los mecanismos biológicos que subyacen a esta enfermedad, sino que también podrían mejorar las técnicas de diagnóstico, permitiendo la identificación temprana de personas susceptibles a la dislexia.

### Estudios GWAS
Con el objetivo de estudiar dichos factores de riesgo genético asociados con la dislexia, se han llevado a cabo numerosos estudio de asociación del genoma completo (GWAS) en el genoma de pacientes para comprender mejor el componente genético de esta enfermedad y diseñar nuevos biomarcadores que faciliten el diagnóstico temprano del trastorno.
El estudio GWAS más grande realizado hasta la fecha fue realizado por Dous et al., en el cual se analizaron 51.800 participantes (21.513 hombres, 30.287 mujeres) que respondieron "sí" a la pregunta "¿Le han diagnosticado dislexia?" (los cuales se consideran como casos) y 1.087.070 participantes (446.054 hombres, 641.016 mujeres) que respondieron "no" a este pregunta (los cuales se consideran como controles). 

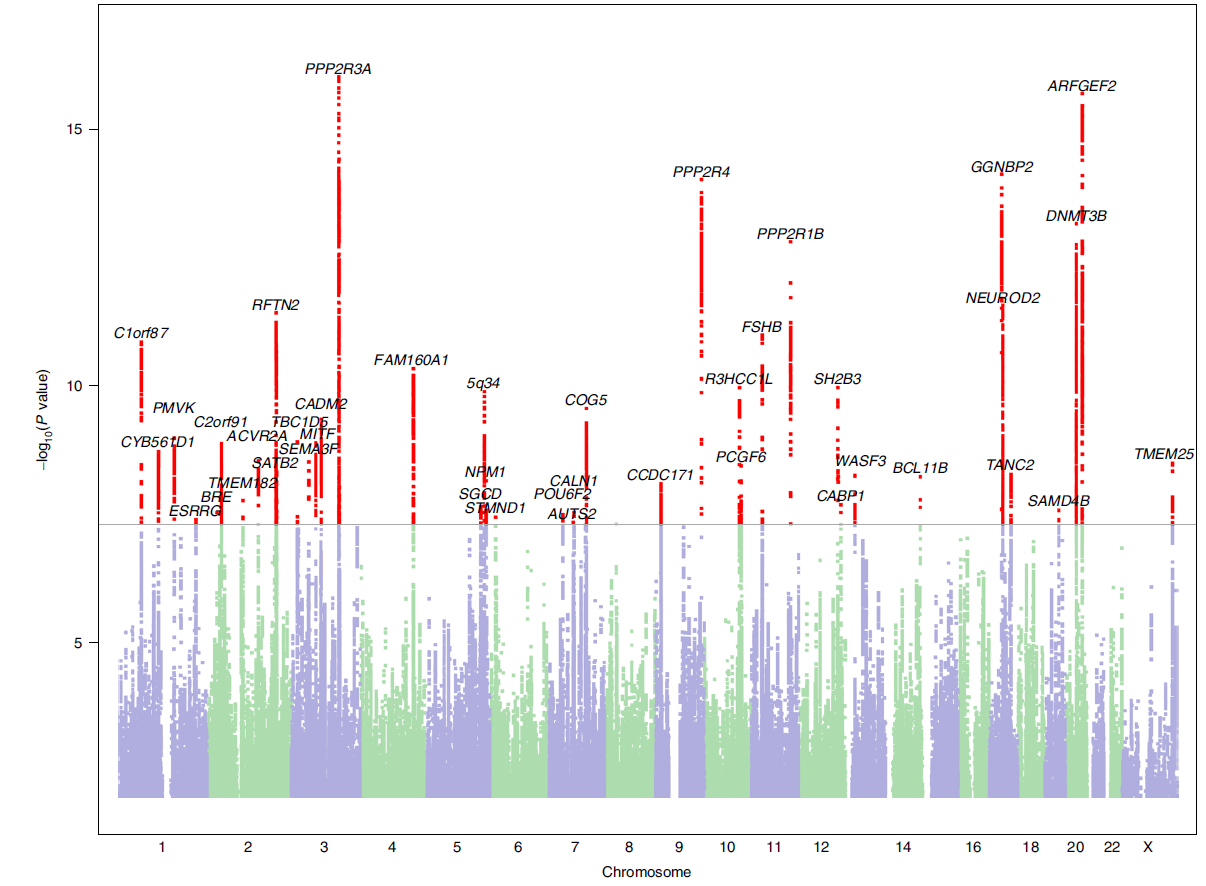
Fig. 1. Diagrama de Manhattan del estudio GWAS. El eje y representa el valor P de -log10 para la asociación de SNPs con la dislexia. Las 42 variantes significativas se representan en rojo.

Tras genotipar a estos pacientes y realizar el estudio GWAS, se identificaron 42 loci genómicos significativamente asociados de manera amplia (P<5x10 -8 ) con la dislexia (los cuales se representan en el Diagrama de Manhattan de la Fig. 1). Además, se encontraron 64 loci con significación sugerente (P<1x10 -6 ). 
De estos 42 locis genómicos obtenidos, 17 ya se han descrito previamente en la bibliografía, y de estos, 15 se asocian con rasgos cognitivos y educativos. Con respecto a estos genes identificados, destacan:
- Gen AUTS2: se ha relacionado con autismo y discapacidad intelectual. La variante que se ha descubierto (rs3735260) representa la asociación SNP de AUTS2 más fuerte identificada con un rasgo del neurodesarrollo hasta la fecha. Este gen tiene un papel fundamental en el neurodesarrollo y en los procesos de migración de las neuronas.
- Gen TANC2: se ha relacionado con retraso del lenguaje y discapacidad intelectual. Este gen controla las conexiones entre las células cerebrales.
- Gen GGNBP2: se ha relacionado con retraso del neurodesarrollo y autismo. Este gen es requerido para el desarrollo sináptico de las neuronas motoras.

Los 27 loci restantes no se han descrito todavía en la bibliografía por lo que se consideraron nuevos. Estos 27 loci se encuentran detallados en la siguiente tabla:
| Gen afectado       | SNP         | Localización | Probabilidad obtenida en GWAS |
| ------------------ | ----------- | ------------ | ----------------------------- |
| KCNN3, PMVK        | rs4845687   | chr1q21.3    | 1.1 × 10 -9                   |
| ACVR2A             | rs497418    | chr2q22.3    | 3.0 × 10 -9                   |
| RFTN2              | rs72916919  | chr2q33.1    | 4.1 × 10 -12                  |
| CADM2              | rs10511073  | chr3p12.1    | 4.6 × 10 -10                  |
| PPP2R3A            | rs13082684  | chr3q22.3    | 1.0 × 10 -16                  |
| ATXN1, STMND1      | rs2876430   | chr6p22.3    | 3.7 × 10 -8                   |
| POU6F2             | rs62453457  | chr7p14.1    | 3.3 × 10 -8                   |
| AUTS2              | rs3735260   | chr7q11.22   | 4.7 × 10 -8                   |
| CALN1              | rs77059784  | chr7q11.22   | 3.0 × 10 -8                   |
| PPP2R3A            | rs9696811   | chr9q34.11   | 1.1 × 10 -16                  |
| PPP2R1B            | rs138127836 | chr11q23.1   | 1.7 × 10 -13                  |
| TANC2              | rs72841395  | chr17q23.3   | 5.4 × 10 -9                   |
| TMEM257, CXorf51Bb | rs5904158   | chrXq27.3    | 3.3 × 10 -8                   |
| TMEM182            | rs367982014 | chr2q12.1    | 1.8 × 10 -8                   |
| TBC1D5             | rs373178590 | chr3p24.3    | 1.3 × 10 -9                   |
| PCGF6              | rs34732054  | chr10q24.33  | 3.7 × 10 -9                   |
| CDK8, WASF3        | rs375018025 | chr13q12.13  | 5.6 × 10 -9                   |
| C1orf87            | rs12737449  | chr1p32.1    | 1.4 × 10 -11                  |
| BABAM2             | rs1969131   | chr2p23.2    | 3.0 × 10 -8                   |
| PEX5L, TTC14       | rs7625418   | chr3q26.33   | 4.3 × 10 -9                   |
| MITF               | rs13097431  | chr3p13      | 1.3 × 10 -9                   |
| SGCD               | rs867009    | chr5q33.3    | 2.3 × 10 -9                   |
| CCDC171            | rs3122702   | chr9p22.3    | 8.3 × 10 -9                   |
| CRTAC1, R3HCC1L    | rs10786387  | chr10q24.2   | 1.1 × 10 -10                  |
| KCNA4, FSHB        | rs676217    | chr11p14.1   | 1.1 × 10 -11                  |
| GMFG, SAMD4B       | rs60963584  | chr19q13.2   | 2.7 × 10 -8                   |
| DNMT3B             | rs4911257   | chr20q11.21  | 7.5 × 10 -14                  |

Sin embargo, debido a que la dislexia es más prevalente en jóvenes (5,34% en personas de 20 a 30 años) que en adultos (3,23% en personas de 80 a 90 años), se llevó a cabo un estudio GWAS adicional específico de edad y sexo. Los resultados de estos análisis de submuestra mostraron una alta relación con el GWAS principal. Para comparar ambos GWAS (el principal y el específico de edad y sexo), estimaron la correlación genética entre sexos y entre edades mediante el método de regresión de la puntuación de desequilibrio de ligamiento (LDSC). La correlación genética entre sexos dio un valor de 0.91; y la correlación genética entre jóvenes y adultos dio un valor de 0.97. Estos valores indican una fuerte concordancia genética en dislexia entre diferentes grupos.

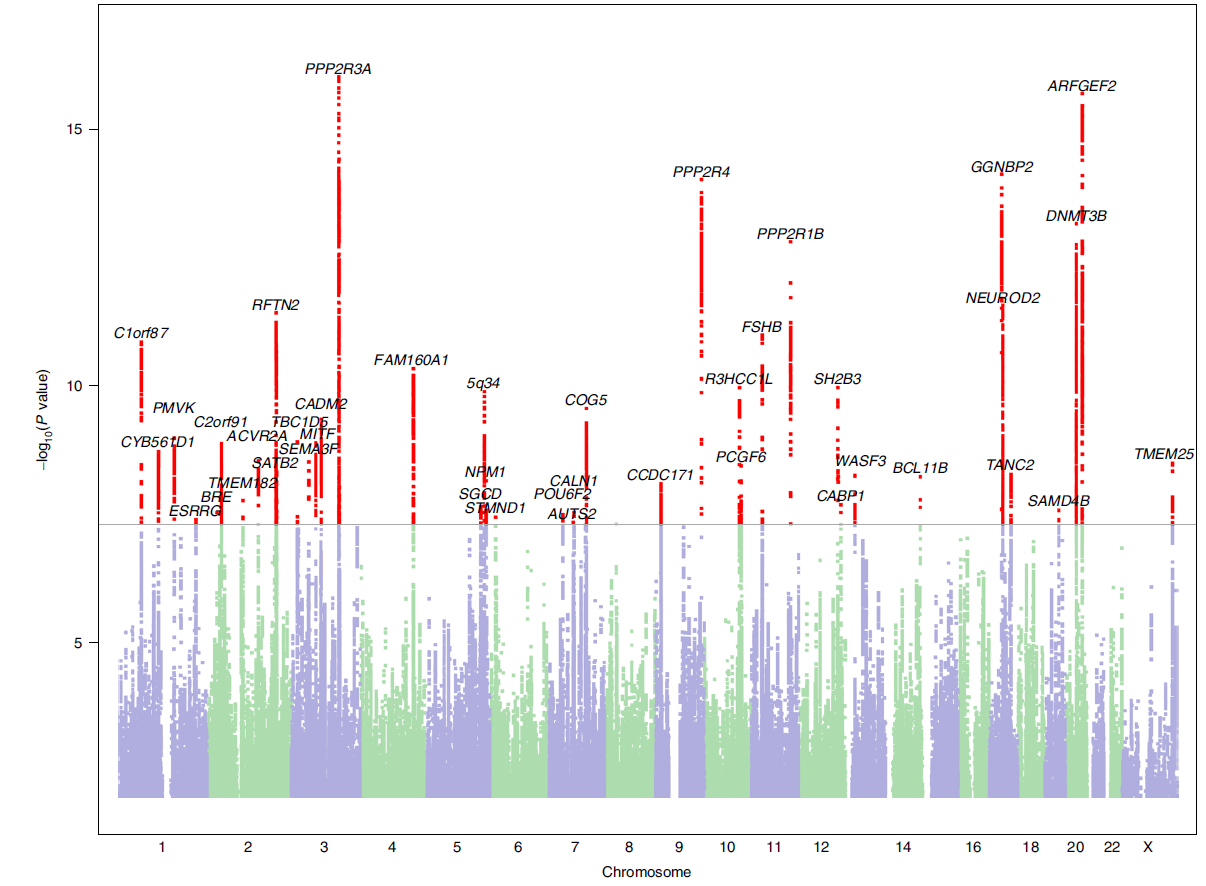
Fig. 2. Diagrama de Manhattan obtenido en el estudio GWAS específico para mujeres. El eje y representa el valor P de -log10 para la asociación de SNPs con la dislexia. Las 17 variantes significativas se representan en rojo.

Con respecto al GWAS realizado en mujeres, se identificaron 17 variantes genéticas significativas. La mayoría de estas variantes (13 de 17) también fueron significativas en el GWAS principal. Sin embargo, cuatro variantes (rs61190714, rs4387605, rs12031924 y rs57892111) no fueron significativas en el GWAS principal. Se obtuvo también un SNP intergénico (rs57892111), localizado entre los genes TFAP2B y PKHD1 que no fue significativo en el análisis principal y no tiene evidencia de asociación con otros rasgos humanos en estudios GWAS anteriores. Esto nos sugiere que estas variantes podrían ser específicas del sexo femenino. El diagrama de Manhattan obtenido en este estudio GWAS específico de mujeres se puede ver representado en la Fig. 2.
Con respecto al GWAS realizado en hombres, se identificaron 6 variantes genéticas significativas (presentes en los genes CADM2, STAG1, PET112, IER5L, DNMT3B y ARFGEF2). Estas variantes también resultaron significativas en el GWAS principal, por lo que no se observó especificidad en el sexo masculino.

#### Efectos de las Variantes Genéticas
Con respecto a las regiones donde se encuentran estas variantes genéticas, destacan:
- Variantes en intrones: 61% de las variantes genéticas.
- Variantes en transcritos no codificantes: 10% de las variantes genéticas.
- Variantes en genes downstream: 8% de las variantes genéticas.
- Variantes en genes upstream: 7% de las variantes genéticas.
- Variantes en regiones intergénicas: 3% de las variantes genéticas.

Con respecto a los tipos de mutaciones que se producen, destacan:
- Mutación sin sentido: 55% de las variantes genéticas.
- Mutación sinónima: 29% de las variantes genéticas.
- Mutación de ganancia de codón STOP: 11% de las variantes genéticas.
- Mutación de perdida de codón STOP: 2% de las variantes genéticas.
- Mutación con cambio del marco de lectura: 2% de las variantes genéticas.

#### Estimación de la Heredabilidad de los SNP
Se estimó la heredabilidad de los SNP mediante el método de regresión de la puntuación de desequilibrio de ligamiento (LDSC), obteniendo un valor de h 2
SNP =0.152, considerando una prevalencia del 5%; y h 2
SNP =0.189, considerando una prevalencia del 10%. 
La heredabilidad de los SNP de la dislexia mostró un enriquecimiento significativo en regiones conservadas, así como en grupos H3K4me1 y en genes expresados en la corteza frontal, córtex y córtex del cíngulo anterior. Sin embargo, no se observó especificidad para ningún tipo de célula cerebral (neurona, astrocito u oligodendrocito). Estos hallazgos respaldan la importancia crucial del cerebro y de regiones cerebrales específicas en el desarrollo de la dislexia.
Dado que la lectura es un rasgo exclusivamente humano, se pensaba que los cambios evolutivos en el linaje humano influirían en la arquitectura genética de la capacidad lectora. Sin embargo, no se encontró un enriquecimiento de asociaciones significativas para las anotaciones que abarcan diferentes periodos de la prehistoria de los homínidos.

#### Correlaciones Genéticas

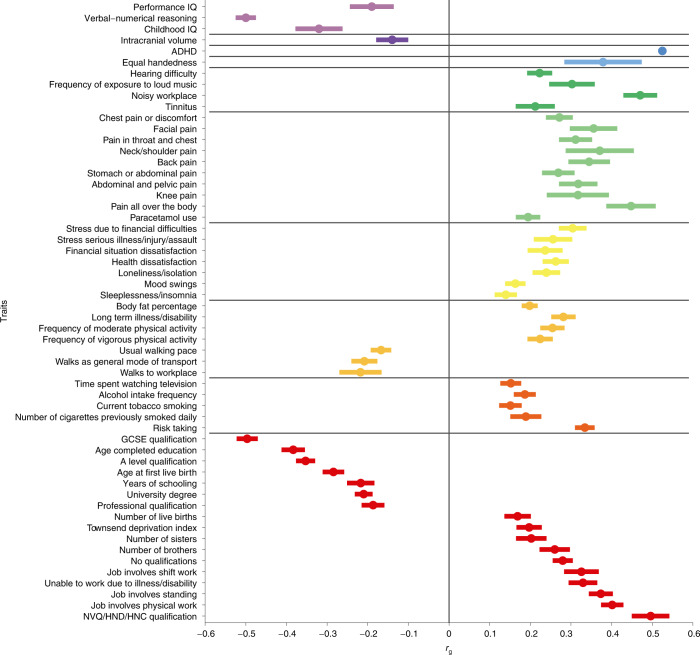
Fig. 3. Correlaciones genéticas (rg) significativas (P < 5 × 10-4) entre el diagnóstico de dislexia. La línea vertical indica una correlación genética de cero, y las líneas horizontales dividen grupos de rasgos relacionados.

Durante el estudio, intentaron relacionar la genética de la dislexia con 98 rasgos o características genéticas, entre los que se encuentran medidas de lectura y ortografía, dificultades auditivas, umbral del dolor, volúmenes de estructuras subcorticales del cerebro, área superficial y grosor cortical, entre otros. De estos 98 rasgos estudiados, 63 mostraron correlaciones genéticas significativas con la dislexia, los cuales podemos ver representados en la Fig. 3. Esto sugiere que hay una base genética común entre estos rasgos y la dislexia. A continuación, vemos las características más relevantes asociadas:
- Medidas cuantitativas de lectura y ortografía: se observó una correlación genética negativa, lo que significa que a medida que los genes asociados con la dislexia aumentan, las habilidades de lectura y ortografía tienden a disminuir.
- Razonamiento verbal y razonamiento numérico: se observó una correlación genética negativa, lo que sugiere que a medida que hay mayor riesgo genético, menor es tu capacidad de entender y razonar usando conceptos enmarcados en palabras (razonamiento verbal) y menor es tu capacidad de comprensión de los principales componentes que involucran un problema matemático.
- Volumen intracraneal: se observó una correlación genética negativa, lo que significa que a medida que el volumen intracraneal disminuye, la prevalencia de la dislexia tiende a aumentar. No se ha encontrado evidencia de que las variaciones genéticas comunes asociadas con la dislexia estén vinculadas a diferencias en la estructura cerebral, como los volúmenes subcorticales o la conectividad estructural, en adultos. Por ello, las correlaciones fenotípicas observadas entre la dislexia y características cerebrales pueden deberse en gran medida a factores ambientales, posiblemente relacionados con leer.
- Trastorno por déficit de atención con hiperactividad: se observó una correlación genética positiva, lo que sugiere una conexión genética entre la dislexia y el TDAH.
- Ambidiestro: se observó una correlación genética positiva, lo que indica que hay una correlación genética entre el uso igual de ambas manos y ser disléxico.
- Dificultades auditivas: se observó una correlación genética positiva, lo que sugiere que los problemas auditivos a una edad temprana podrían afectar a la adquisición de habilidades de procesamiento fonológico.
- Umbral de dolor: se observó una correlación genética positiva, lo que podría indicar una conexión genética entre la experiencia del dolor y la dislexia.

#### Puntuaciones Poligénicas
Por último, en este estudio se calculó la Puntuación de Riesgo Poligénico (PGS) de cada variante obtenida en el estudio GWAS. En general, se observó que puntuaciones más altas de PGS se asocian con menor precisión en lectura y ortografía. De esta manera, las PGS se correlacionaron con un rendimiento más bajo en pruebas de lectura y ortografía en muestras poblacionales y enriquecidas con trastornos de lectura, especialmente en lectura de palabras inventadas, una medida de descodificación fonológica típicamente afectada en la dislexia. Por ello, las PGS podrían convertirse en una herramienta valiosa para identificar a niños con propensión a la dislexia, permitiendo el apoyo educativo antes del desarrollo de habilidades de lectura.

### Perspectiva Futura
Las variantes genéticas identificadas en este estudio ofrecen una sólida base para que investigaciones futuras puedan desarrollar biomarcadores específicos asociados con la dislexia. Estos biomarcadores podrían convertirse en herramientas clave para la detección temprana de la dislexia en individuos, facilitando intervenciones y apoyos educativos más efectivos desde las etapas iniciales del desarrollo. Al comprender mejor las bases genéticas de la dislexia, se abre la puerta a estrategias de diagnóstico más precisas y personalizadas, lo que podría mejorar significativamente la calidad de vida de las personas afectadas al permitir intervenciones y adaptaciones educativas específicas.